# Melanoplus diablo
Melanoplus diablo är en insektsart som beskrevs av Rentz, D.C.F. 1978. Melanoplus diablo ingår i släktet Melanoplus och familjen gräshoppor. Inga underarter finns listade i Catalogue of Life.